# Пущев
Пущев (пол. Puszczew) — село в Польщі, у гміні Вренчиця-Велька Клобуцького повіту Сілезького воєводства.
Населення — 685 осіб (2011).
У 1975-1998 роках село належало до Ченстоховського воєводства.

## Демографія
Демографічна структура станом на 31 березня 2011 року:
|          | Загалом | Допрацездатний вік | Працездатний вік | Постпрацездатний вік |
| -------- | ------- | ------------------ | ---------------- | -------------------- |
| Чоловіки | 324     | 66                 | 218              | 40                   |
| Жінки    | 361     | 75                 | 202              | 84                   |
| Разом    | 685     | 141                | 420              | 124                  |